# کارنتینو

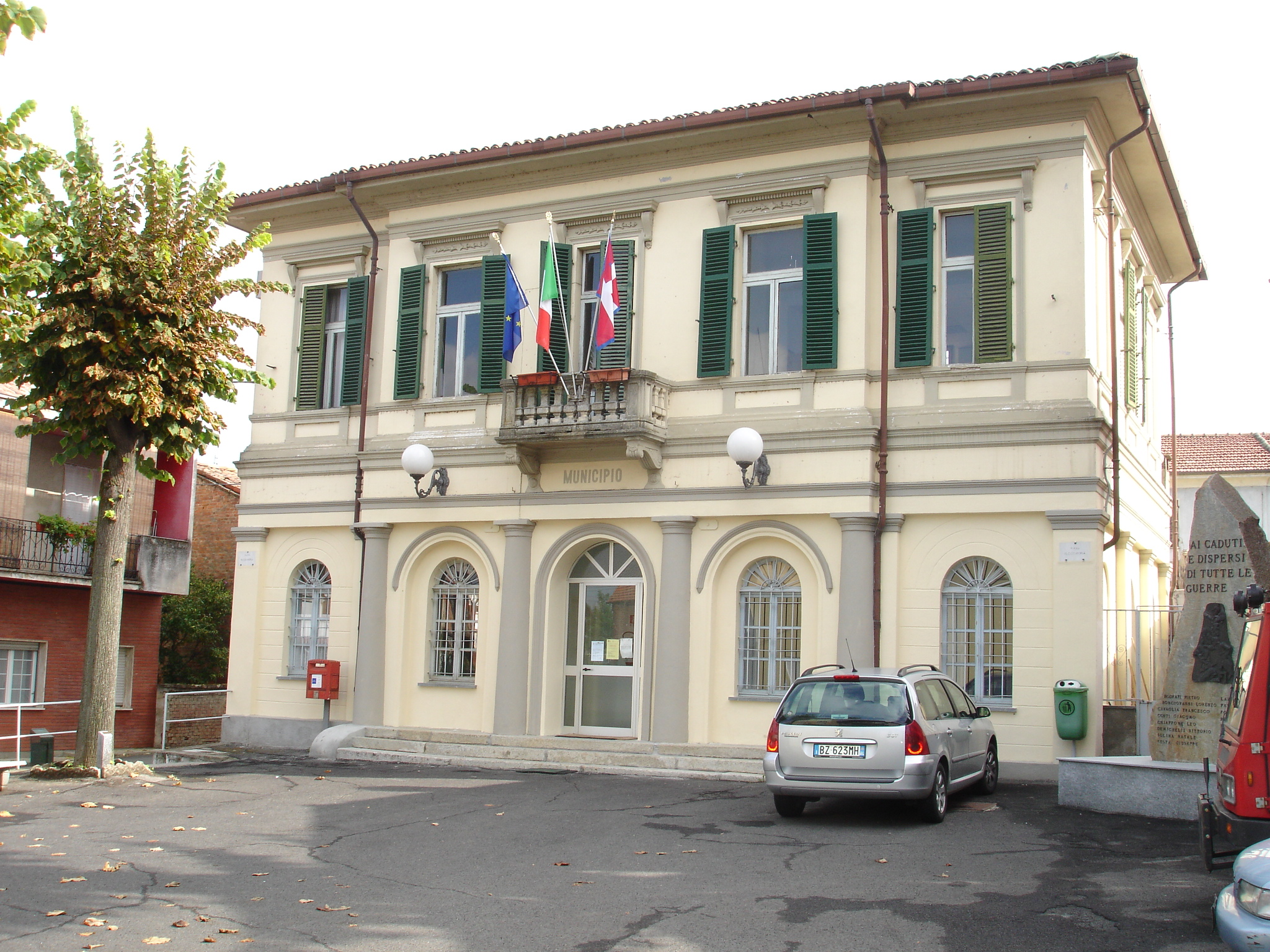
نمای روبروی کارِنتینو

کارنتینو (به ایتالیایی: Carentino) یک کومونه در ایتالیا است که در استان آلساندریا واقع شده‌است.

## خصوصیات
کارنتینو ۹٫۸ کیلومترمربع مساحت و ۳۱۱ نفر جمعیت دارد.